# المنطقة الأمنية المشتركة (منطقة)

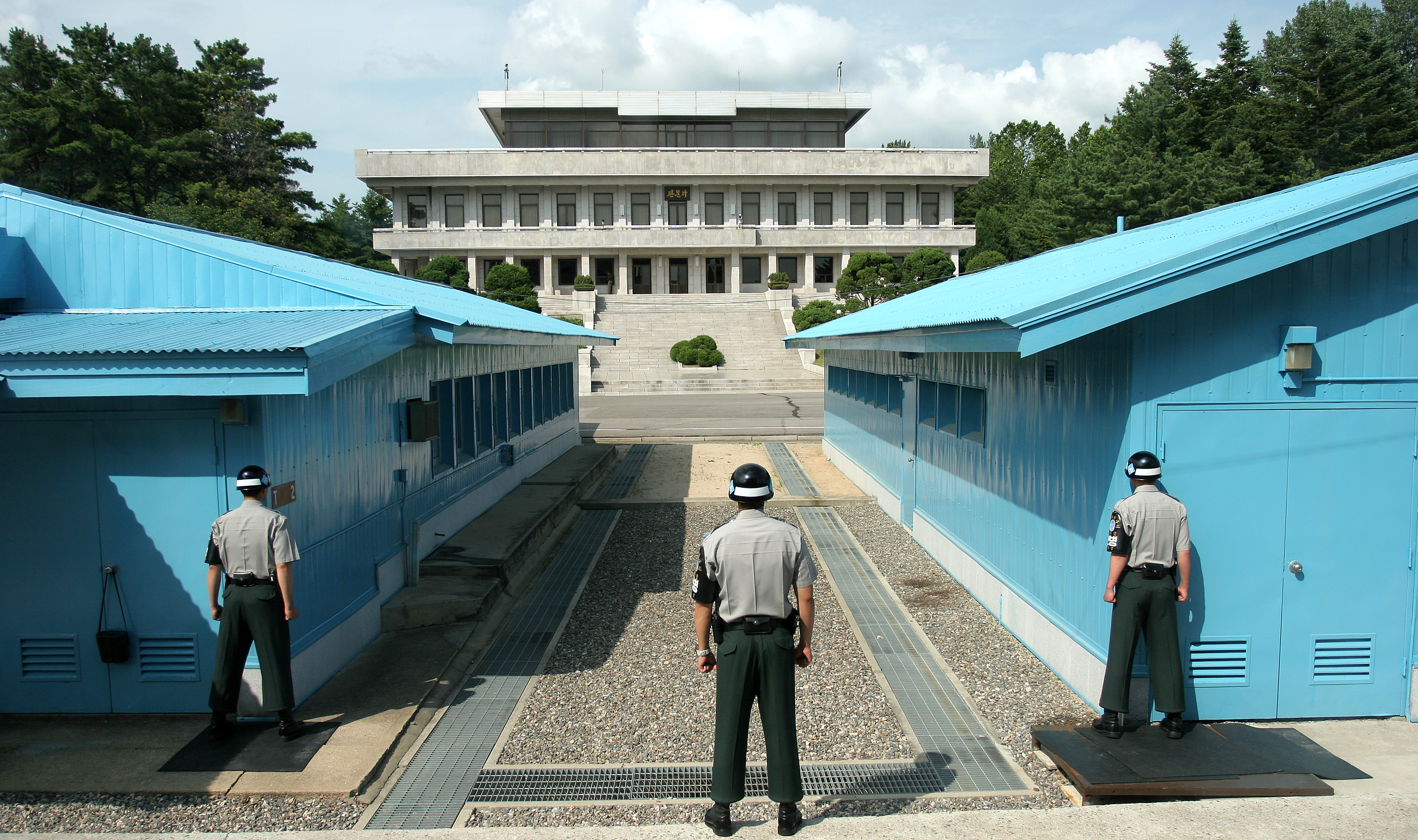
المنطقة الأمنية المشتركة.

المنطقة الأمنية المشتركة (بالإنجليزية:Joint Security Area) هي الجزء الوحيد من المنطقة الكورية المجردة من السلاح (بالإنجليزية:Korean Demilitarized Zone) حيث تقف قوات كوريا الشمالية والجنوبية وجهاً لوجه. في وسائل الإعلام يطلق غالباً على المنطقة قرية الهدنة بانمنجوم.